# Dominique Cuperly
Dominique Cuperly, né le 5 septembre 1952 à Chaumont, en Haute-Marne, est un joueur et entraîneur de football français. 
Comme joueur, il évoluait au poste de milieu défensif et a disputé plus de 300 matchs professionnels. Devenu entraîneur, il se spécialise dans la fonction d'adjoint, auprès de Jacques Santini notamment.

## Biographie
Dominique Cuperly évolue comme  footballeur professionnel dans deux clubs du championnat de France principalement : le FC Metz, où il arrive en 1968 du CO Langres, de 1970 à 1975, puis l'AJ Auxerre jusqu'en 1985. Ces deux périodes ne sont entrecoupées que par un prêt au RC Besançon en 1972-1973, et un essai de quelques mois au Stade de Reims, avec lequel il remporte la Coupe des Alpes, au début de la saison 1977-1978 (il retourne à Auxerre dès le mois d'octobre). À Auxerre, il dispute la finale de la Coupe de France 1979, perdue face au FC Nantes, et remporte l'année suivante le championnat de France de 2e division. De 1980 à 1985, il est titulaire avec le club auxerrois en première division.
Dès la fin de sa carrière, il intègre le staff technique de l'AJA. Il y reste jusqu'en 2000. Il quitte le club après l'annonce du départ à la retraite de Guy Roux, dont il pensait prendre la suite, et son remplacement par Daniel Rolland. Il rejoint alors l'Olympique lyonnais de Jacques Santini, toujours comme adjoint. À la fin de la saison 2003, le nouvel entraîneur Paul Le Guen ne reconduit pas son contrat, afin de pouvoir recruter son ancien adjoint Yves Colleu. 
Il est nommé entraîneur du Grenoble Foot 38 en septembre 2003, alors que l'équipe a complètement manqué son début de saison. Il parvient cependant à assurer le maintien du club, mais n'y reste pas malgré son contrat de deux ans. Il rejoint Jacques Santini à Tottenham Hotspur en 2004, puis l'accompagne à Auxerre en 2005. À la fin de la saison 2005-2006, Santini n'est pas reconduit et Cuperly quitte lui aussi le club. 
Il rejoint l'Olympique de Marseille en 2006, où il est l'adjoint d'Éric Gerets à partir de 2007. En mai 2009, ce dernier annonce son départ de l'OM. « Cup » en fait de même. Il signe un contrat d'entraîneur-adjoint de deux années avec le Racing Club de Lens en juin 2009, auprès de Jean-Guy Wallemme. Un an plus tard, il démissionne et se trouve remplacé par Jacques Santini.
En juin 2010, il est annoncé comme adjoint d'Éric Gerets à la tête de la sélection marocaine. Il assure même l'intérim jusqu'à l'arrivée de Gerets en novembre 2010. Il quitte la sélection avec Gerets, licencié en septembre 2012. Peu après, il suit le Belge dans le club qatari de Lekhwiya et en 2014 à Al-Jazira Club.

## Parcours de joueur
- 1968-1972 :  FC Metz
- 1972-1973 :  Besançon RC (prêt)
- 1973-1975 :  FC Metz
- 1975-1977 :  AJ Auxerre
- juillet-septembre 1977 :  Stade de Reims
- 1977-1985 :  AJ Auxerre

### Palmarès de joueur

#### En club
- Champion de France de Division 2 en 1980 avec l'AJ Auxerre
- Vainqueur de la Coupe des Alpes en 1977 avec le Stade de Reims
- Finaliste de la Coupe de France en 1979 avec l'AJ Auxerre

#### EnÉquipe de France
- International Juniors en 1970

## Parcours d'entraîneur
- 1985-2000 :  AJ Auxerre (adjoint de Guy Roux)
- 2000-2003 :  Olympique lyonnais (adjoint de Jacques Santini)
- septembre 2003-2004 :  Grenoble Foot
- juillet-novembre 2004 :  Tottenham Hotspur (adjoint de Jacques Santini)
- 2005-2006 :  AJ Auxerre (adjoint de Jacques Santini)
- 2006-2009 :  Olympique de Marseille (adjoint d'Albert Emon puis d'Éric Gerets)
- 2009-2010 :  RC Lens (adjoint de Jean-Guy Wallemme)
- 2010 :  Maroc (intérim)
- 2010-2012 :  Équipe du Maroc de football (adjoint d'Éric Gerets)
- 2012-2014 :  Lekhwiya SC (adjoint d'Éric Gerets)
- 2014- :  Al-Jazira Club (adjoint d'Éric Gerets)

### Palmarès d'entraîneur adjoint
- Champion de France en 1996 avec l'AJ Auxerre et en 2002 et en 2003 avec l'OL
- Vainqueur de la Coupe de France en 1994 et en 1996 avec l'AJ Auxerre
- Vainqueur de la Coupe de la Ligue en 2001 avec l'OL
- Vainqueur du Trophée des Champions en 2002 avec l'OL